# سنت-سابین (مونترژی)
سنت-سابین، مونترژی (به فرانسوی: Sainte-Sabine) شهری در منطقه شهری بروم-میسیسکوا ناحیه مونترژی در استان کبک کانادا است. در سرشماری سال ۲۰۱۱ این شهر ۱٬۰۹۰ نفر جمعیت داشته‌است و مساحت آن ۵۵٫۴۲ کیلومتر مربع است.